# Highcroft Racing

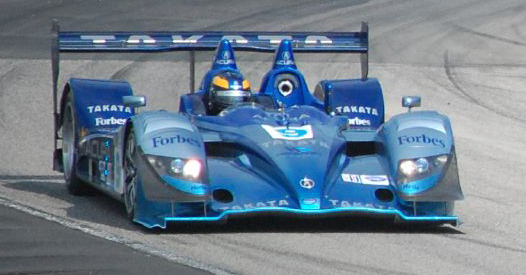
Road America 2007

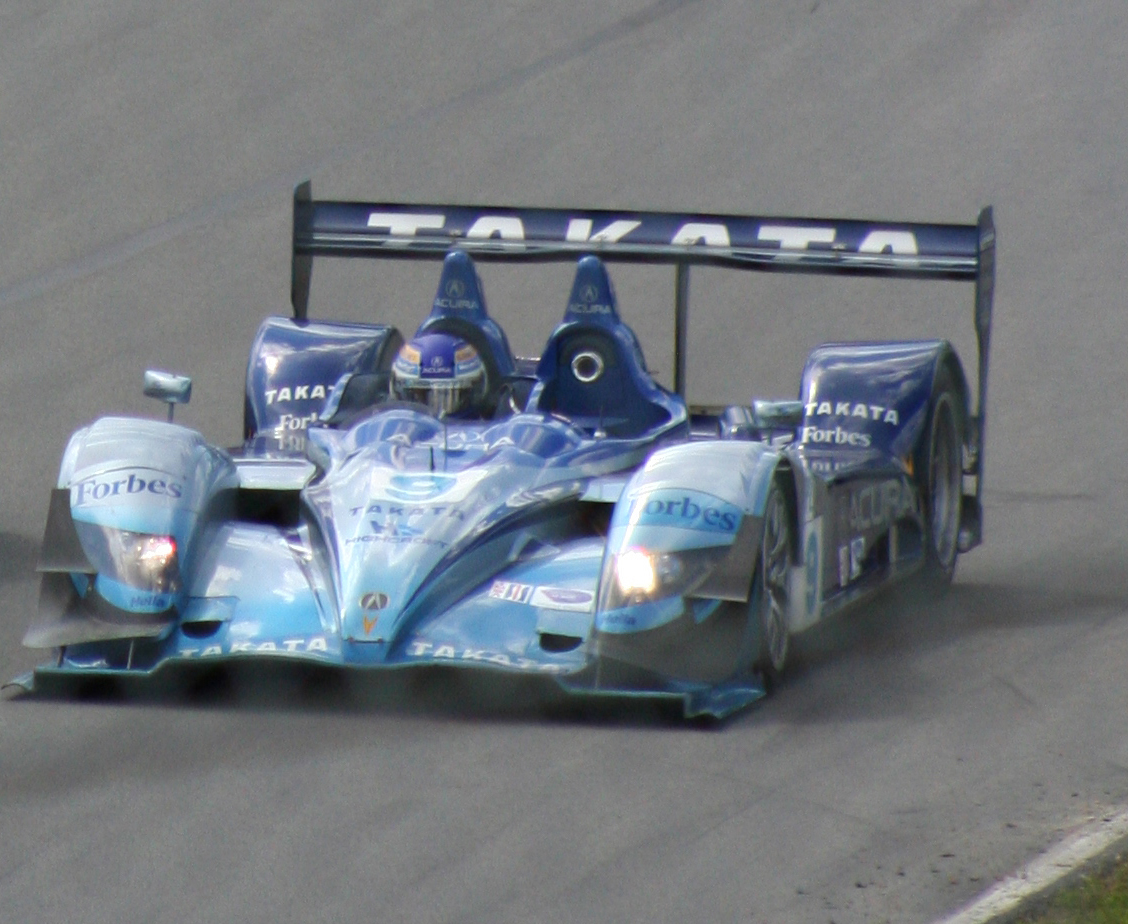
ARX-01a

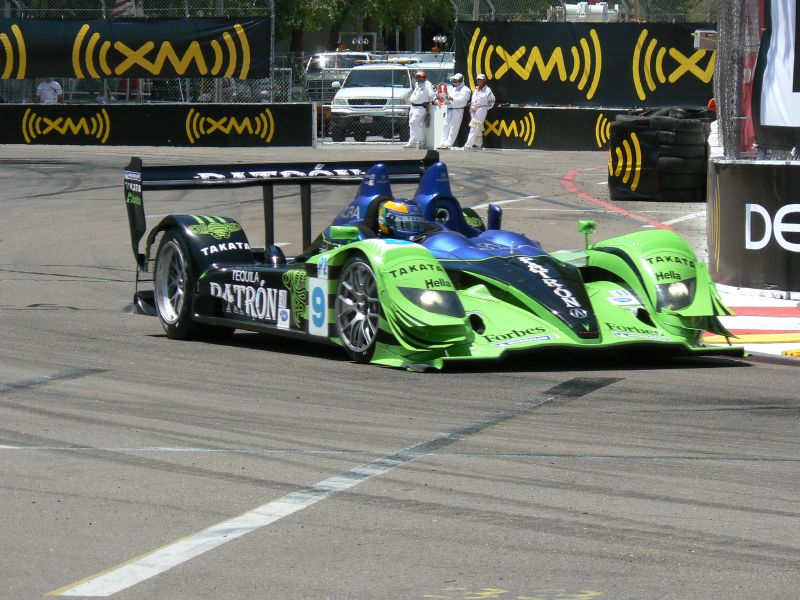
ARX-01b

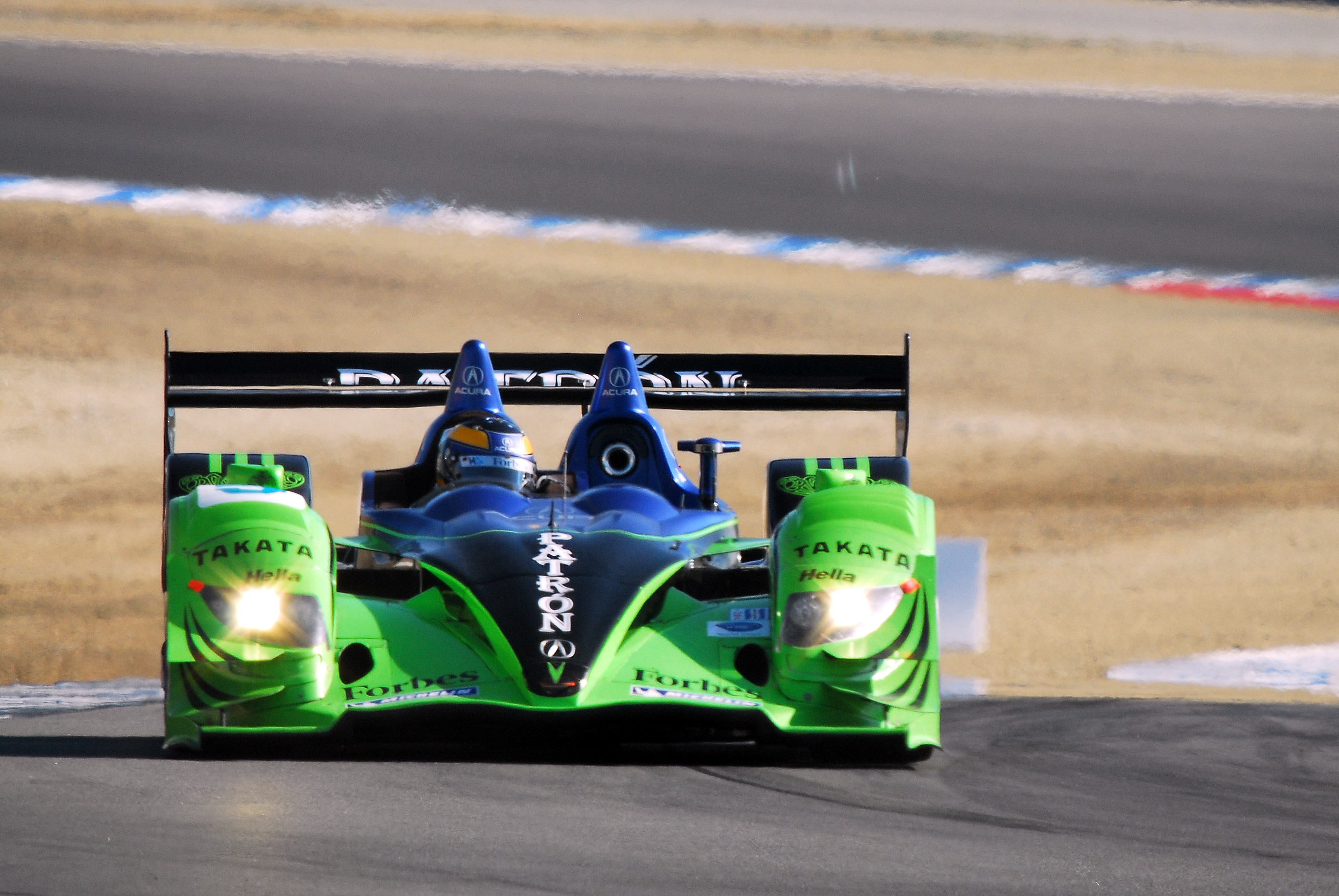
Laguna Seca 2008

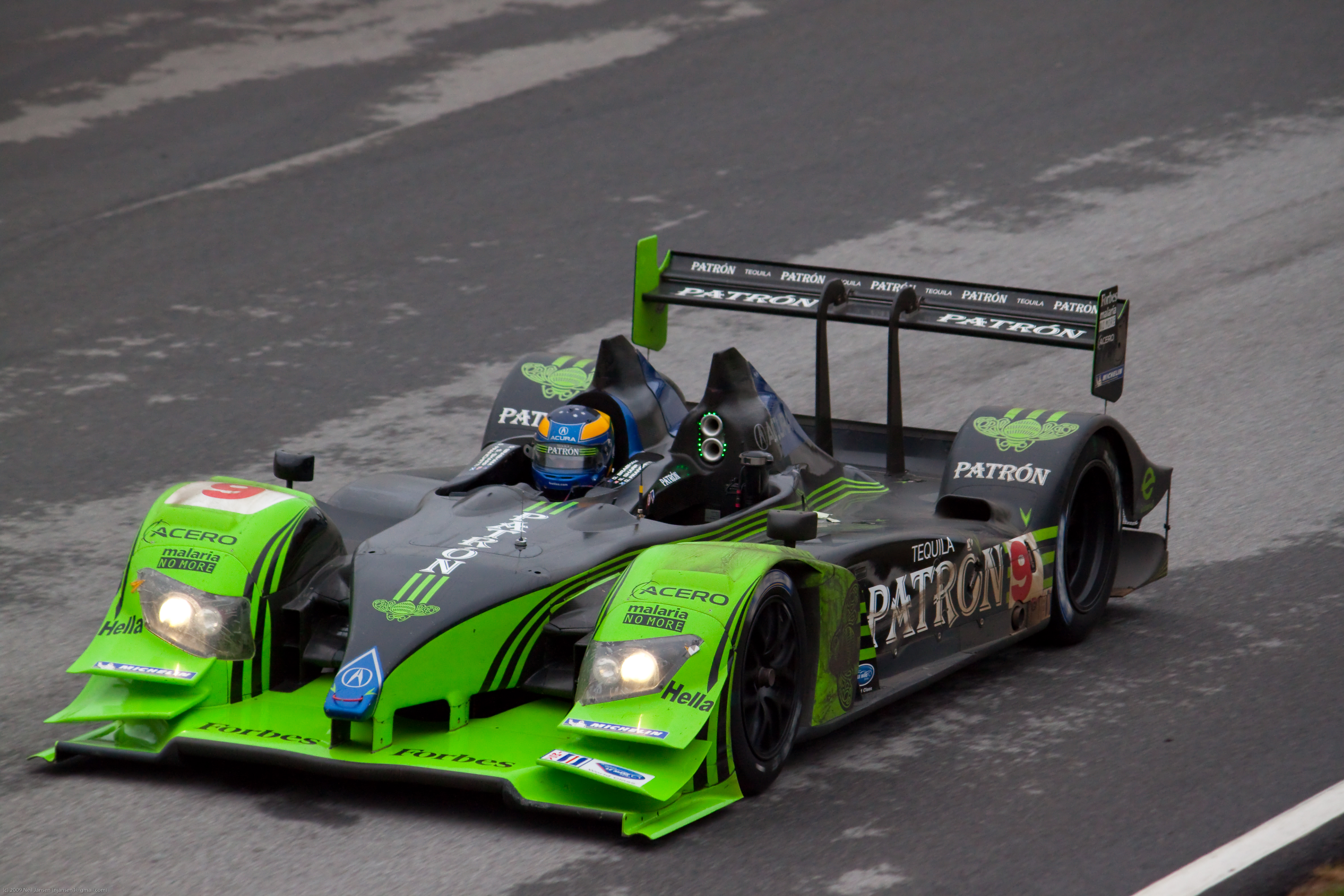
Petit Le Mans 2009

Highcroft Racing est une écurie de course automobile américaine, basée à Danbury (Connecticut), et fondée par le pilote Duncan Dayton en 1989. Initialement fondée pour permettre à Duncan Dayton de participer à des courses de véhicules historiques, avec la restauration et la préparation des voitures, l'équipe a participé au championnat American Le Mans Series (ALMS) de 2006 à 2011.

## Historique
Highcroft Racing a débuté en 1989 en restaurant des voitures de course et est devenue une écurie de compétition quelques années plus tard. Tout d’abord en Formule Ford USAC en 1994 puis en American Le Mans Series.
Duncan Dayton a fait ses preuves en remportant les 12 Heures de Sebring en 2002 puis à deux reprises le Petit Le Mans en 2002 et 2003 en catégorie LMP675 au volant d’une MG-Lola EX257 de l’écurie Intersport Racing partenaire de Highcroft Racing en compétition.
En 2006, l’écurie Highcroft participe pour la première fois au championnat American Le Mans Series en catégorie LMP1 avec une MG-Lola EX257 rachetée à l’écurie Dyson Racing.
À partir de 2007, l’écurie fait partie des trois partenaires choisis par Honda pour développer une nouvelle voiture l’Acura ARX-01. Les deux autres voitures étant confiées aux écuries De Ferran Motorsports et Fernández Racing. Après deux saisons en catégorie LMP2, l’écurie passe en catégorie LMP1 en 2009 et réussi immédiatement à remporter le championnat.
Le nom de l’écurie est Patrón Highcroft Racing depuis l’implication en 2008 du groupe possédant la marque de Tequila Patrón.
Le 14 décembre 2009, l'écurie annonce la signature de Simon Pagenaud pour remplacer Scott Sharp. Il pilote, en 2010, la HPD ARX-01c.
En raison de sa victoire en American Le Mans Series 2009, l'écurie est invitée à participer aux 24 Heures du Mans 2010. Ce sera la seule participation de l'écurie à cette course. Après le Séisme de 2011 de la côte Pacifique du Tōhoku, Honda, partenaire de l'écurie, a souhaité mettre en veille son investissement en endurance. L'écurie a alors préféré se retirer de la compétition pour se concentrer sur de nouveaux projets.
En 2012, l'écurie se consacre au projet DeltaWing mené par Dan Gurney et le constructeur All American Racers pour engager un prototype futuriste aux 24 Heures du Mans,.
Fin avril 2015, les bâtiments basés à Danbury sont vendus pour la somme de 8,2 millions de dollars.

## Palmarès
- Vice-Champion du championnat American Le Mans Series 2008 en catégorie LMP2
- Vainqueur du championnat American Le Mans Series en 2009 avec l'Acura ARX-02a et en 2010 avec la HPD ARX-01c

## Pilotes
- David Brabham (2007-2011)
- Dario Franchitti (2008)
- Marino Franchitti (2010-2012)
- Stefan Johansson (2007-2009)
- Robbie Kerr (2007)
- Simon Pagenaud (2010-2011)
- Scott Sharp (2008-2009)
- Andy Wallace (2006)